# فرقة من رجل واحد
فرقة من رجل واحد (بالإنجليزية: One Man Band) هو فيلم كوميدي موسيقي قصير من إنتاج شركة بيكسار بالكمبيوتر لعام 2006. قدم الفيلم عرضه العالمي الأول في مهرجان أنسي الدولي التاسع والعشرين لأفلام الرسوم المتحركة في آنسي ، فرنسا،  وفازت بالجائزة البلاتينية الكبرى في مهرجان المستقبل السينمائي في بولونيا بإيطاليا. تم عرضه مع الإصدار المسرحي لل سيارات.
كتب الفيلم القصير وأخرجه أندرو جيمينيز ومارك أندروز وأنتجته أوسنات شورير ، رئيس مجموعة شورتات بيكسار. كتب مايكل جياشينو نتيجة الفيلم القصير. مثل العديد من أفلام Pixar القصيرة ، الفيلم خالٍ تمامًا من الحوار والمؤثرات الصوتية ، وبدلاً من ذلك استخدم الموسيقى (التي تلعبها الشخصيات) والبانتومايم لرواية القصة. على عكس معظم أفلام Pixar القصيرة ، التي تحركها القصص المصورة وكتابة السيناريو فقط ، تم تطوير الموسيقى في فرقة من رجل واحد مباشرةً جنبًا إلى جنب مع قصة الفيلم ؛ تعاون جياشينو بشكل مكثف مع مخرجي الفيلم بسبب الدور الكبير للموسيقى في الفيلم القصير.

## قصة
تدور أحداث القصة في ساحة في قرية صغيرة ، حيث يوجد موسيقي يعزف على عدة آلات بمفرده ، وفتاة ترمي عملتها في البئر. قررت الفتاة ، التي انجذبت إلى طريقة الموسيقي المختلفة ، أن تعطيه العملة المعدنية ، ولكن فجأة ظهر موسيقي آخر يعزف أيضًا على عدة آلات بمفرده. تنجذب الفتاة إلى الموسيقي الجديد. هناك مبارزة من الموسيقيين ، كل منهم يحاول الفوز بعملة الفتاة الصغيرة. يتسبب الارتباك في سقوط عملة الفتاة في فتحة التفتيش. حزينة لفقدها عملتها ، تطلب المال من الموسيقيين ، لكن لم يكن لدى أي منهم المال ، فهي تتوتر وتطلب إحدى الآلات. أعطاها أحد الموسيقيين كمانًا ، وبدأت بالعزف ، وفاجأت الموسيقيين بطريقة العزف. ينتهي الأمر بالفتاة بالفوز بحقيبة مليئة بالعملات المعدنية ، لذلك يسألها الموسيقيون ، لكنها ترمي عملات معدنية في البئر ، وتنتهي القصة القصيرة مع الموسيقيين الذين يحاولون إنقاذ العملة.

## إصدار DVD
تضمنت Pixar الفيلم على إصدار DVD للسيارات في عام 2006 وكجزء من مجموعة أفلام Pixar القصيرة ، المجلد 1 في عام 2007.